# François van Alphen
François van Alphen (Rotterdam, 29 augustus 1875 – Den Haag, 29 september 1952) was een Nederlands bankier en medeoprichter van de firma Oppenheim & van Till.

## Biografie
De echtgenote van François van Alphen was Rosalie Aleida Frances Oppenheim (1880-1940). Haar vader A. Oppenheim startte in 1872 het bankiersbedrijf Oppenheim & Comp., gevestigd in gebouw Mercurius, Noordeinde 33, te Den Haag. Op 25 maart 1919 ging Oppenheim & Comp. op in de nieuw gevormde Firma Oppenheim & van Till, waarvan de firmanten waren: haar echtgenoot François van Alphen, C.E.A. baron van Till en jhr. mr. Louis den Beer Poortugael.
Van Alphen heeft in de financiële wereld veel functies bekleed, hij was onder andere commissaris van: 
- Exploitatie Maatschappij Scheveningen (E.M.S.)
- Rubber Maatschappij Ambaloetoe
- Maatschappij tot Exploitatie van Tennisbanen te Scheveningen (METS)

En voorzitter van:
- Vereeniging voor den Haagschen Geld- en Effectenhandel
- Delftsche Hypotheekbank
- Maatschappij Gebouw Zorgvliet
- N.V. Tentoonstellingsgebouw Houtrust
- Comité van Obligatiehouders der Semarang Cheribon Stoomtram

Daarnaast was hij onder andere:
- Bestuurslid van de Haagsche Bankiersvereeniging
- Secretaris van de Raad van Bescherming van het Internationale Juridisch Instituut.

Hij was kolonel van de Rotterdamsche Schutterij (opgeheven in 1905) en officier in de Orde van Oranje-Nassau. Van Alphen was drager van het Oostenrijkse Officierskruis van Verdienste.

## Familie
Van Alphen was de zoon van assuradeur en wijnkoper Johannes van Alphen (1843-1933) en Jeanne Suzanna van Houten (1845-1924). Van Alphen trouwde in 1903 met Rosalie Aleida Frances Oppenheim (1880-1940). Zij woonden in villa Beekzicht in Park Zorgvliet in Den Haag en kregen twee kinderen, Elly Suzanna Frances (Elly) (1904-1983) en de zanger Abraham (Bram) (1906). Hij hertrouwde in 1941 met Cornelia Jacoba (Corinne) Bakels (1912-1990).